# Pritchardomyia vespoides
Pritchardomyia vespoides là một loài ruồi trong họ Asilidae. Pritchardomyia vespoides được Bigot miêu tả năm 1878.